# Prune (jeu vidéo)
Pour les articles homonymes, voir Prune (homonymie).
Prune est un jeu vidéo de puzzle développé et édité par Joel Mcdonald, sorti en 2015 sur iOS et Android.

## Système de jeu
Le joueur doit couper les branches d'un arbre pour le faire pousser dans une direction donnée.

## Accueil
En août 2015, le jeu s'était vendu à plus de 100 000 exemplaires.